# Torre de Reixes
La Torre de Reixes és una torre defensiva situada en els voltants de l'Horta d'Alacant, en l'entitat de Santa Faç, pertanyent a la ciutat d'Alacant. Deu el seu nom a les dues grans reixes que té en la seva façana principal.
L'any 1997 va ser catalogada com Bé d'Interès Cultural, juntament amb la resta de torres defensives de l'Horta d'Alacant.

## Història
La llegenda sosté que va ser la mansió del corsario àrab Ben Aymet, qui va manar destruir en el segle xii la ciutat de Lloixa, situada en les proximitats de l'Albufereta; després de la conquesta, les seves tropes es van aquarterar en la torre.
L'edifici actual és el tradicional de les cases nobles en l'Horta d'Alacant i correspon al segle xvi, destacant la seva torre fortificada. Va pertànyer a la família Talayola, l'escut de la qual d'armes es troba esculpit en la façana. Després va passar a les mans de l'arquitecte Miguel López González, que va dur a terme una profunda restauració de l'immoble en els anys 1940, aportant al conjunt restes del claustre de Sant Nicolau. Finalment fou adquirida pel Grup Juan XXIII, que explota la finca en l'actualitat per a celebracions.
Està construïda amb carreuons i carreus cantoners i es compon de soterrani, planta baixa, tres pisos i terrassa, i la seva base es protegeix per un talús.